# Guy L. Shaw
Guy Loren Shaw, född 16 maj 1881 i Pike County i Illinois, död 19 maj 1950 i Normal i Illinois, var en amerikansk politiker (republikan). Han var ledamot av USA:s representanthus 1921–1923.
Shaw är begravd på Bloomington Cemetery i Bloomington i Illinois.